# Đurđevac (Mionica)
Đurđevac es un pueblo ubicado en el municipio de Mionica, distrito de Kolubara, Serbia.

## Superficie
Cuenta con una superficie de 8,589 kilómetros cuadrados.

## Demografía
Hasta 2022 la población era de 162 habitantes, con una densidad de población de 18,86 habitantes por kilómetro cuadrado.
| 553                                                             | 558 | 490 | 450 | 412 | 323 | 297 | 216 | 162 |
| (Fuente: Population statistics of Eastern Europe & former USSR) |     |     |     |     |     |     |     |     |